# Bazilika svatého Mikuláše (Trnava)
Bazilika svatého Mikuláše je kostel v Trnavě, basilica minor, která je označována jako dóm, přestože není katedrálou.

## Dějiny
První zmínky o románském farním kostele sv. Mikuláše jsou z druhé poloviny 11. století. Farní kostel stál ve východní části dnešního města, na vřetenovitého tržišti románského sídliště, které vzniklo na staré obchodní cestě z Čech přes Jablonický průsmyk a Trnavu a dále jihovýchodním směrem k Dunaji a odtud na Balkán. Kostel byl zasvěcen sv. Mikuláši, patronovi obchodníků.
Půdorys původní románské stavby je neznámý. Předpokládá se, že byl obdélníkový, s užší svatyní ukončenou do půlkruhu. K tomuto kostelu se vztahují nejstarší písemné zprávy o Trnavě.
V letech 1380–1421 byl na jeho základech postaven nový kostel v pozdně gotickém slohu, protože starý kostel již nevyhovoval.
Na severní straně kostela stála románská kaple sv. Juraje. Její vznik je neznámý, existovala pouze do začátku 17. století, kdy ustoupila přístavbě nové sakristie nového dómu sv. Mikuláše.
Kostel je 60 m dlouhý, 31 m široký, hlavní loď je vysoká 18 m a orientován je na později postavenou katedrálu sv. Jana Křtitele. Hlavní průčelí je dvouvěžové. V severní věži se nachází jeden z největších zvonů v Evropě – sv. Mikuláš.
Kostel byl v letech 1543–1820 katedrálním metropolitním chrámem Ostřihomské arcidiecéze. V roce 1918 po vytvoření Trnavské apoštolské administratury se opět stal katedrálním chrámem, ale po vzniku Trnavského arcibiskupství přenesl papež na žádost prvního trnavského biskupa Júlia Gábriše titul katedrálního chrámu na nynější katedrálu svatého Jana Křtitele v Trnavě.
10. srpna 2008 v dómu sv. Mikuláše v Trnavě celebroval slavnostní mši trnavský arcibiskup Mons. Ján Sokol, při níž prohlásil dóm svatého Mikuláše za mariánské poutní místo Trnavské arcidiecéze.
Dóm sv. Mikuláše dne 9. listopadu 2008 vyhlásil papež Benedikt XVI. za baziliku minor. Postavení baziliky minor umožňuje používat papežský znak zkřížených klíčů na praporech chrámů, chrámovém nářadí a razítku. V erbu baziliky jsou tři jablka představující sv. Mikuláše a dvě sedmicípé hvězdy představující Sedmibolestnou Pannu Marii. Trnavská bazilika minor je v pořadí desátou bazilikou na Slovensku.
V barokní boční kapli, kterou nechal postavit ostřihomský arcibiskup Imrich Esterházy, se nachází obraz Panny Marie Trnavské, který v období tureckých nájezdů údajně ronil slzy.

## Epitafy
V kostele jsou pochováni ostřihomští arcibiskupové Mikuláš Oláh (1568), Anton Verančič (1573), Jan Kutassy (1601) a Imrich Losy (1642), péčský a jágerský biskup Ján Cherödy (1597) a sremský biskup Ján Szasz (1674). Kromě nich Juraj III. Druget (1620).
Na epitafu Mikuláše Olaha je zobrazen arcibiskup s erbem u nohou. Nacházejí se na něm dva nápisy, rozsáhlejší v horní části a kratší v dolní části.
Horní: "SEPULTURA REVERENDISS(IMI) AC ILLUSTRISS(IMI) IN CHRISTO PATRIS ET // DOMINI DOM(INI) NICOLAI OLAHI ARCHIEPI(SCOPI) STRIGONIEN(SIS) LOCIQUE // EIUSDE(M) PERPET(UI): ET CO(MITA)TUS HONTEN(SIS) COM(ITIS): PRIMATIS HUNGAR(IAE) // LEGATI NATI SUMMI ET SECRETAR(II) CANCELLAR(II) LOCUMTENENTIS // ET CONSILIARII PER HUNGARIAM NEC NO(N) COMPATRIS DIVORUM // FERDINANDI ET MAXIMILIANI IMPERATOR(UM) ROMANORUM ET // HUNGARIAE REGUM. MORITUR ANN(O) D(OMI)NI MDLXVIII // DIE XVI JANUAR. VIXIT ANN(OS): LXXVII DIES V".
Dolní: "CONDITUR HOC MORIENS TUMULO NICOLAUS OLAHUS // QUI PRAESUL VIVENS, STRIGONIENSIS ERAT."
Epitaf Antona Verančiča je nápisový bez další sochařské výzdoby s textem: "E. A. O. // ANTONIO VERANTIO ARCHIEPISCOPO // STRIGONIEN(SI) PRIMATI LEGATO CONSILIARIO // CANCELLARIO AC LOCUM TNENTI REGIO // IN UNGARIA // VIRO INTEGRITATE AC MUNIFICENTIA SINGULARI: // FACUNDIA RERUMQ(UE) EXPERIENTIA INSIGNI // COETERISQ(UE) VIRTUTIBUS ORNATISS(IMO): MULTIS VARIISQ(UE) // LEGATIONIBUS STATIM AB INEUNTE AETATE IN // PRIMIS QUIDEM NOMINE JO(ANNIS) REGIS UNGARIAE // APUD OMNES FERE PRICIPES CHRISTIANOS // TUM VERO ULTIMIS DUABUS NOMINE S(ACRATI)S(SIMI) IMPP(ERATORIS) // ROM(ANAE) FERDINANDI I. AC MAXIMIL(IANI) II. APUD // SOLIMANUM ET SELIMUM TURCARUM PRINCIPES // SUMMA FIDE AC SOLERTIA ATQ(UE) ADEO OMNIBUS // REIPUBLICAE CURIS HONORIFICENTISS(IME) PERFUNCTO // DEQ(UE) TOTA CHRISTIANITATE OPTIME MERITO GRAT(IA) POSTR(EMA). // NATUS SIBENICI OBIIT EPERIESSINI // ANNOS NATUS LXIX. DIES XVI. // MDLXXIII. XII. CALEN. SEXTILES."
Epitaf Jana Cherödyho má v horní části erb a v dolní nápis: "EPITAPHIUM // REVERENDI(SSIMI)S A(E)TQ(UE) AMPLIS: PRAESULIS AC D(OMI)NI D(OMINI) // IOANNIS CHERÖDI QUI CUM TININIEN(SIS): QUINQ(ECCLESIAE) ET // AGRIEN(SIS) EPISCOPATUS MAGNO ECCL(ESI)AE EMOLU // MENTO GESSISS ET SIMULQ ADMINISTRATORIS // RERUM SPIRITU METROP(OLITANAE) ECCL(ESIAE) STRIGON(IENSIS) AC // SAC(RAE) CAES(ARAE) REGIAQ(UE) MAI(ESTATIS) CON(SILIARIUS) MUNERE LAU // DABILITER FUNCTUS FUISSET SUMMIS IN REMP // CHRIST MERITIS CLARUS OMNIUMQ(UE) ORD. // VIRIS PERGRATUS PIE IN D(OMI)NO OBIIT DIE IV // AUG(USTI) AN(NI) MDXCVII AETAT(IS) SUAE LIV"
Epitaf Jana Kutassyho zobrazuje celou postavu arcibiskupa a v horní části erb. Nápisy jsou dva, kratší v horní části, delší v dolní.
Horní: "HUC POSUERE SIMUL CHARITES SUA MUNERA CLARA // HUC NATURA SUAS ACCUMULAVIT OPES // HIC SITA SUNT PIETAS, PROBITAS, SAPIENTIA RARA // INGENIUM GRAVITAS LINGVA DISERTA FIDES"
Dolní: "REVER(ENDISSIMU)S: AC ILL(USTRISSI)MUS: D(OMINUS). D(OMINUS). IOANES KUTHASY ARCHI // EP(ISCO)P(U)S STRIGON(IENSIS): PRIMAS HUGAR(AIE): LEGAT(US) NAT(US), S(ACR)AE // C(AESARAE): R(EGIAE)Q(UE) M(AJESTA)TIS SUM(MUS) ET SECRETAR(IUS): CANCEL(ARIUS): CONSIL(IARIUS): // ET P HUG(ARIAE): LOCUTNS, CATH(OLI)CAE: RELIOIS ET LIBER // TATIS PRI(M)AE ZELOS ASSERTOR, PIET(AT)E ET MOR // LENIT(AT)E PRINCIP(IS): AC POPULO AE(T)Q(UE) GRAT(IA) MORITUR MDCI // XVII SEPT(EMBRIS): AETAT(IS): A(NN)O LVI"
Epitaf Imricha Losyho zobrazuje, podobně jako v případě Kutassyho, celou postavu arcibiskupa a v horní části erb. V dolní části je nápis: "ILL(USTRISSI)MUS AC R(EVERENDI)S(I)MUS D(OMINUS) D(OMINUS) // EMERICUS LOSI ARCHIEP(ISCOP)US ECCLESIAE METROP(OLITANAE) STRIGON(IENSIS) // LOCIQ(UE) EIUSDE(M) COMES PERPET(UUS) PRIMAS HUNG(ARIAE) S SEDIS // APLICA LEGATUS NATUS SUMMUS ET SECRETARIUS CANCELAR(IUS): AC SAC(RAE): CAES(ARAE): REGIAEQ(UE) MA(IES)T(A)TIIS INTIMUS // CONSILIAR(IUS): PIE IN D(OMI)NO OBDORMIVIT DIE VII NOVEM(BRIS) // ANNO M DC XLII:", přičemž před začátkem textu je druhotně vyškrábané slovo" LANCSAR ".
Epitaf Jana Szászyho zobrazuje sedícího bradatého muže, který si podpírá hlavu pravicí a obklopuje ho had. Kolem jsou čtyři meče, vlevo nahoře s nabodnutou lebkou, dole plamenný, vpravo nahoře s váhami, dole s věncem. V horní části je erb a pod ním na stuze nápis: "O AETERNITAS!". Na epitaf jsou dva nápisy, jeden podél všech čtyř stran, druhý mezi rukojeťmi spodních mečů.
První: "R(EVERE)NDIS(IMU)S D(OMI)N(U)S IOANNES SZÁSZY // EL(ECTUS). EPIS(COPUS). SIRM(IENSIS). ABB(AS). BELIE(NSIS). ARCHID(IACONUS). ZOLIE(NSIS). CANONI(CUS): // ECCL(ESIAE): METR(OPILITANAE): STRIG(ONIENSIS): S(ACRAE). C(AESARAE). // REG(IEQUE): MA(IESTATIS): CONS(ILIARIUS): OB(IIT). VII OCTOB(RIS): MDCLXXIV AET(ATIS) LXXX".
Druhý: "QVI TRANSIS VIDESIS // PRENDE BENE ET NOVISSIMA // MEMORARE // HAECLAVE QVAE MORIENS PLORABIS // FACTA FUISSE // HAEC FAC QVAE MORIENS FACTA FUISSE // VOLES".
Epitaf Jana III. Drugeta zobrazuje celou postavu v brnění, v horní části je erb. V dolní části je nápis: "ILLUSTRISSIMUS D(OMI)N(U)S GEORGIUS COMES DRUGET // DE HOMONA IUDEX CURIAE COMITAT: ZEMPLINSIS ET // DE UNG COMES EQUES AURATUS AC SAC(RAE): CAE(SARAE): REGIAEQUE // MA(JES)T(A)T(IS): INTIM(US). CONS(ILIARIUS): ET CUB(ICULARIUS): OBYT A(NN)O 1620. DIE 21. // MENSIS IV: ETATIS SUE 37 // O MAGNI DRUGET MANES! HIC PATRIA PATREM // ARMA VIRUM PIETAS PLANGIT AVITA DUCEM // TOXICAT HUNC LIVOR FIDUM REGIQ(UE) DEOQ(UE) // AT NUNC TUTA DEO POCULA FONTE BIBIT".

## Nástěnné malby
Na bočních stěnách hlavní lodi jsou vymalovány biblické výjevy. Na severní straně (levá strana při vstupu) jsou tato vyobrazení z Nového zákona a evangelisté:
- Svatý Jan
- Svatba v Káni Galilejské
- Svatý Lukáš
- Moc klíčů
- Svaté pomazání
- Svatý Marek
- Spasitel odpouští hříchy
- Ustanovení Svátosti oltářní
- Svatý Matouš

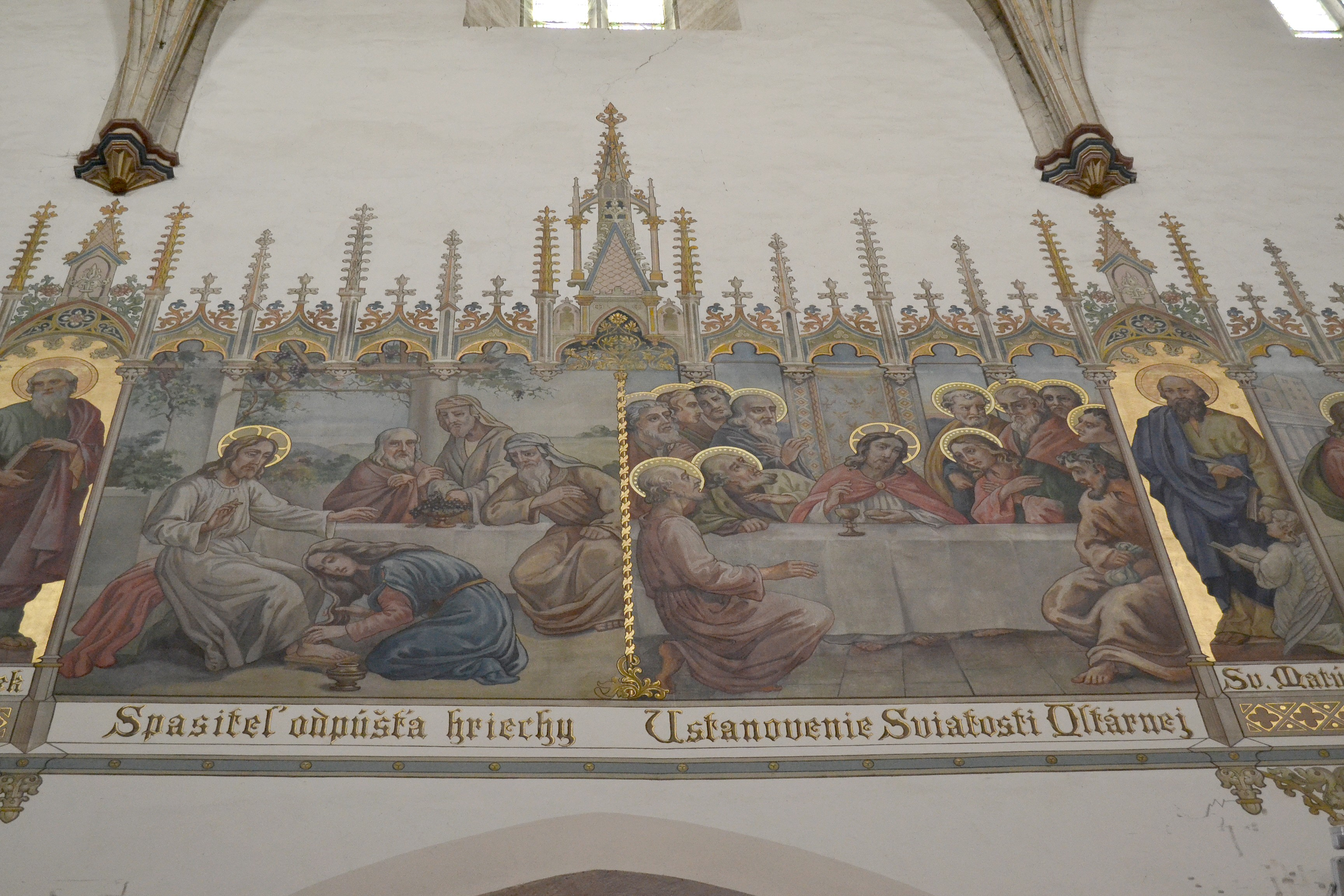
Novozákonní výjevy

- Apoštolové udělují svátost biřmování
- Kristův křest u Jordánu

Na jižní straně jsou pak malby ze Starého zákona a starozákonní proroci:

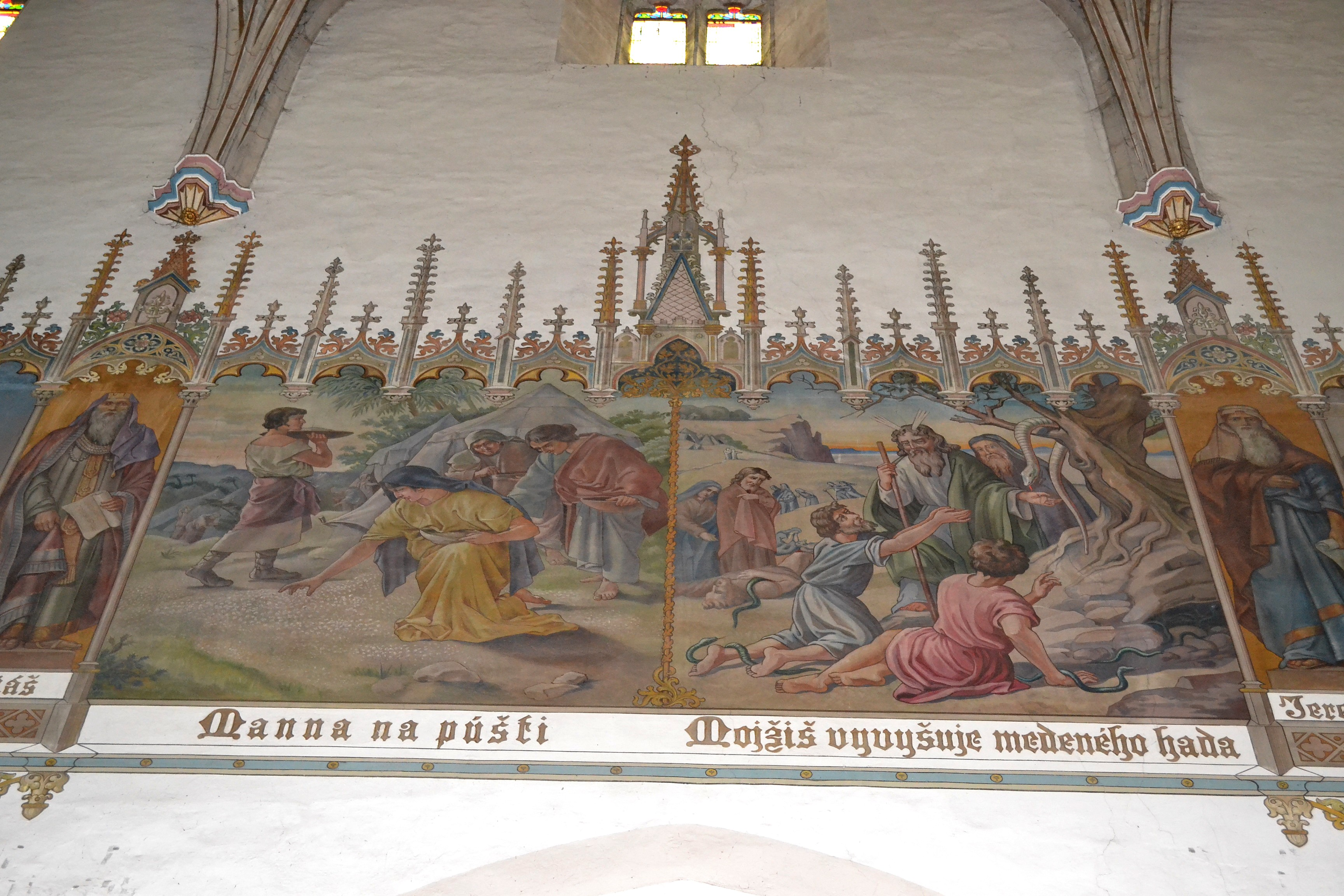
Starozákonní výjevy

- Mojžíš dává lidu vodu
- Vykoupení prvorozených
- Izajáš
- Mana na poušti
- Mojžíš vyvyšuje měděného hada
- Jeremjáš
- Krev velikonočního beránka
- Vysvěcení Áróna za velekněze
- Ezechiel
- Bóaz a Rút se zasnubují
- Daniel